# Machine Girl
Machine Girl (іноді стилізовано як machin3gir1) — американський проєкт електронної музики, заснований у 2012 році Меттом Стівенсоном (також відомим як DJ Chaotic Ugly) у Лонг-Айленді, Нью-Йорк. У 2015 році проєкт перетворився на дует, коли Стівенсон залучив перкусіоніста Шона Келлі грати на живих барабанах.
У 2022 році Machine Girl написали оригінальний саундтрек до відеогри Neon White, що складається з двох частин — «The Wicked Heart» та «The Burn That Cures» — у зв'язку зі сценарієм гри.

## Стиль і теми
В інтерв'ю журналу Revolver Стівенсон визначив Machine Girl як «задовбаний електронний панк» і заявив, що їм не подобається ярлик «індастріал» через те, що він «дуже готичний і дуже чорно-білий», вважаючи проєкт «багатіше» та «барвистіше». Kerrang! назвав їх одним із «гуртів, що розширюють визначення хардкору», і описав проєкт як «особливо панківський та лютий різновид електронного піджанру брейккору, який легко можна прийняти за хардкор, коли вони співають наживо». Pitchfork визначив стиль гурту як «невпинне збивання частинок панку, грайндкору, рейву, індастріалу і багато чого іншого» та «непередбачуваний і небезпечний, сповнений тваринної люті та неконтрольованої енергії».
В їхній музиці часто зустрічаються тексти і семпли, що критикують капіталізм і досліджують психічне здоров'я, гендерну ідентичність і сексуальність.
Проєкт названо на честь японського фільму жахів 2008 року «Дівчинка-кулемет», уривки якого гурт час від часу використовував у своєму альбомі WLFGRL 2014 року.

## Інші проєкти
Стівенсон також є учасником електронного дуету Prolaps з Бонні Бекстером з Kill Alters. Спочатку вони співпрацювали над треком «Vomit» з альбому ...Because I'm Young Arrogant and Hate Everything You Stand For, а у 2020 році почали випускати спільну музику.

## Учасники
- Метт Стівенсон — продюсування, вокал (2012—дотепер)
- Шон Келлі — барабани (2015—дотепер)

## Дискографія

### Студійні альбоми
- WLFGRL (2014)
- Gemini (2015)
- …Because I'm Young Arrogant and Hate Everything You Stand For (2017)
- The Ugly Art (2018)
- U-Void Synthesizer (2020)
- MG Ultra (2024)

### Мініальбоми
- Electronic Gimp Music EP (2013)
- 13th Hour EP (2013)
- GRLPWR EP (2013)
- MACHINE GIRL VS MACHINE GIRL (2016)
- RePorpoised Phantasies (2020)
- SUPER FREQ EP (2024)

### Збірки
- Jet Set Radio Remixes 1 (2014)
- WLFGRL Remixes A (2014)
- WLFGRL Remixes B (2014)
- Phantom Tracks (2015)
- Phantasy Trax™ (2016)
- WLFGRL+ (2017)
- MG DEMO DISC (2020)
- Stretch Collection (2020)
- MG Ultra (Remixes) (2025)

### Сингли
- «Gravity Diva» (2012)
- «Emerald Juke / Krystle (Glitch Mix)» (2014)
- «Killing of the Bird / Lifeforce» (2015)
- «Costume / Fuqthatlil» (2016)
- «Minnesota / Explode» (2016)
- «Yesterday (Machine Girl Remix)» (2023)
- «Concerning Peace (Machine Girl Remix)» (2023)
- «Until I Die» (2024)
- «Motherfather» (2024)
- «Psychic Attack» (2024)
- «Ass2Mars (Squarepusher Remix)» (2025)
- «Ass2Mars (LSDXOXO Remix)» (2025)

### Колаборації
- Darren Keen + Machine Girl (2014)
- Machine Girl / Five Star Hotel (2016)
- Shade / Machine Girl — QUARANTINETAPES_vol3 (2020)

### Мікс-збірки
- MRK90 Mix Vol. 1 (2018)

### Саундтреки
- Neon White Soundtrack Part 1 «The Wicked Heart» (2022)
- Neon White Soundtrack Part 2 «The Burn That Cures» (2022)